# Pachygnatha silentvalliensis
Pachygnatha silentvalliensis là một loài nhện trong họ Tetragnathidae.
Loài này thuộc chi Pachygnatha. Pachygnatha silentvalliensis được miêu tả năm 2004 bởi Biswas & Roy.